# Бедей (Атлантические Пиренеи)
Беде́й (фр. Bédeille) — коммуна во Франции, находится в регионе Аквитания. Департамент — Атлантические Пиренеи. Входит в состав кантона Пе-де-Морлаас и дю Монтанерес. Округ коммуны — По.
Код INSEE коммуны — 64103.

## География

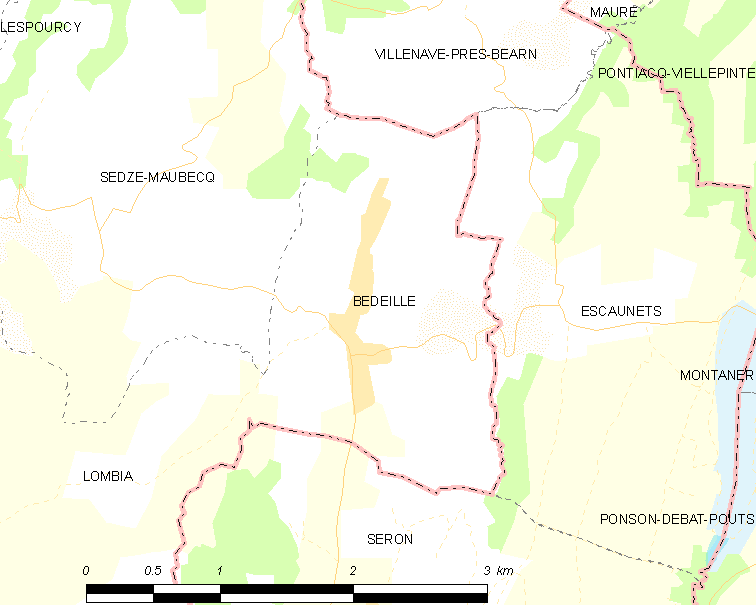
Карта коммуны

Коммуна расположена приблизительно в 640 км к югу от Парижа, в 170 км южнее Бордо, в 23 км к востоку от По.
На востоке коммуны протекает река Луэт.

### Климат
Климат тёплый океанический. Зима мягкая, средняя температура января — от +5°С до +13°С, температуры ниже −10 °C бывают редко. Снег выпадает около 15 дней в году с ноября по апрель. Максимальная температура летом порядка 20-30 °C, выше 35 °C бывает очень редко. Количество осадков высокое, порядка 1100 мм в год. Характерна безветренная погода, сильные ветры очень редки.

## Население
Население коммуны на 2010 год составляло 195 человек.
| 1962 | 1968 | 1975 | 1982 | 1990 | 1999 | 2010 |
| ---- | ---- | ---- | ---- | ---- | ---- | ---- |
| 177  | 157  | 153  | 198  | 204  | 199  | 195  |

## Администрация
| Период | Период | Фамилия       | Партия | Примечания |
| ------ | ------ | ------------- | ------ | ---------- |
| 1995   | 2008   | Алексис Рюйер |        |            |
| 2008   | 2014   | Рено Дебоэн   |        |            |
| 2014   | 2020   | Франсис Себа  |        |            |

## Экономика
В 2010 году среди 130 человек трудоспособного возраста (15-64 лет) 103 были экономически активными, 27 — неактивными (показатель активности — 79,2 %, в 1999 году было 76,2 %). Из 103 активных жителей работали 96 человек (54 мужчины и 42 женщины), безработных было 7 (2 мужчин и 5 женщин). Среди 27 неактивных 10 человек были учениками или студентами, 9 — пенсионерами, 8 были неактивными по другим причинам.

## Достопримечательности
- Церковь Св. Варфоломея (1905 год)[4]